# Noguera

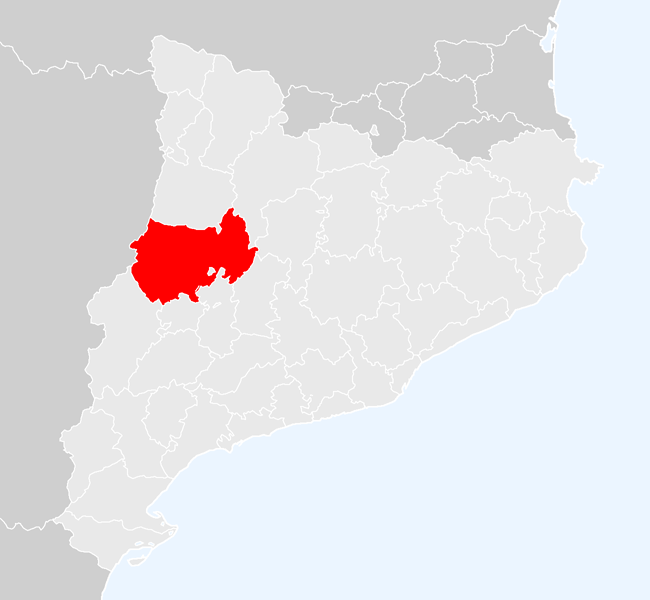
Localização da Noguera, na Catalunha.

Noguera

Noguera é uma região (comarca) da Catalunha. Abarca uma superfície de 1784,06 quilômetros quadrados e possui uma população de 38.596 habitantes.

## Subdivisões
A comarca da Noguera subdivide-se nos seguintes 30 municípios:
- Àger
- Albesa
- Algerri
- Alòs de Balaguer
- Artesa de Segre
- Les Avellanes i Santa Linya
- Balaguer
- La Baronia de Rialb
- Bellcaire d'Urgell
- Bellmunt d'Urgell
- Cabanabona
- Camarasa
- Castelló de Farfanya
- Cubells
- Foradada
- Ivars de Noguera
- Menàrguens
- Montgai
- Oliola
- Os de Balaguer
- Penelles
- Ponts
- Preixens
- La Sentiu de Sió
- Térmens
- Tiurana
- Torrelameu
- Vallfogona de Balaguer
- Vilanova de l'Aguda
- Vilanova de Meià